# Zbudi se
Chansons représentant la Slovénie au Concours Eurovision de la chanson
Dan najlepših sanj
(1996) Naj bogovi slišijo
(1997)
Zbudi se (en français, Réveille-toi) est la chanson représentant la Slovénie au Concours Eurovision de la chanson 1997. Elle est interprétée par Tanja Ribič.
La chanson est la sixième de la soirée, suivant Mysterious Woman interprétée par Marc Roberts pour l'Irlande et précédant Dentro di me interprétée par Barbara Berta pour la Suisse.
À la fin des votes, elle obtient 60 points et finit à la dixième place sur vingt-cinq participants.